# HMS Conqueror
HMS Conqueror va ser un submarí de flota amb motor nuclear Sclass: va funcionar a la Royal Navy de 1971 a 1990. Va ser el tercer submarí de la seva classe, seguint els anteriors Churchill i Courageous, dissenyats per afrontar l'amenaça soviètica al mar. Va ser construïda per Cammell Laird a Birkenhead.
El Conqueror és l'únic submarí d'energia nuclear que ha atacat un vaixell enemic amb torpedes, concretament enfonsant el General Belgrano durant la guerra de les Malvines del 1982. L'únic altre submarí que ha enfonsat un vaixell de guerra des de la Segona Guerra Mundial és el PNS Hangor de la Marina del Pakistan el 1971.

## Construcció
El Conqueror va ser posat en quilla (inici oficial de la construcció) el 9 d'agost de 1966 i va ser deposat a la drassana de Cammell Laird, Birkenhead, el 5 de desembre de 1967; va ser llançat el 28 d'agost de 1969. La construcció es va retardar per causa del treball lent de la mà d'obra de Cammell Laird i el sabotatge de la caixa de canvis de la nau, cosa que va endarrerir-ne la finalització uns mesos. El Conqueror va ser finalment enllestit per l'acte de servei el 9 de novembre de 1971; essent l'últim submarí nuclear construït per Cammell Laird.

## Història operacional

### Guerra de les Falklands
El Conqueror, comandat pel comandant Chris Wreford-Brown, va ser desplegat durant la guerra de les Malvines, partint des de la base naval de Faslane al Gareloch (una gran ria) d'Escòcia el 3 d'abril de 1982, un dia després de la invasió argentina. El Conqueror va arribar a la zona d'exclusió a l'entorn de les Illes Malvines, 21 dies després, i se li va ordenar escanejar la zona en quant a la navegació de naus argentines, particularment el portaavions Veinticinco de Mayo.
El 30 d'abril, va localitzar el creuer lleuger general General Belgrano navegant al sud-oest de les Malvines, just fora de la zona d'exclusió imposada pels britànics en tots els transports marítims. Amb el Veinticinco de Mayo apropant-se a les illes del nord, el comandant de la Taskforce britànica, l'almirall 'Sandy' Woodward, temia un atac envolvent o "de pinça", amb el General Belgrano atacant des del sud i Veinticinco de Mayo del nord i va sol·licitar permís al govern britànic per enfonsar el General Belgrano.
Després d'alguns debats, el permís per al General Belgrano va ser enviat al submarí des del centre de comandament de la flota de la Royal Navy a Northwood, al Regne Unit. En el període transcorregut, el general Belgrano s'havia retirat de la seva posició d'atac i s'havia girat cap a l'oest, ja que el Veinticinco de Mayo encara no estava preparat per entrar en batalla amb la flota britànica. Això provocaria certa controvèrsia, ja que el capità del General Belgrano i el Govern argentí van reconèixer que l'atac era un acte de guerra legítim.
El 2 de maig, el Conqueror es va convertir en el primer submarí de potència nuclear que va disparar en acte de guerra, llançant tres torpedes Mark 8 al General Belgrano, dos dels quals van colpejar el vaixell i van explotar. Vint minuts després, el vaixell s'enfonsava ràpidament i va ser abandonat per la seva tripulació. El general Belgrano no va poder emetre un senyal de Mayday a causa d'una fallada elèctrica; aquesta i la mala visibilitat van significar que els dos destructors d'escorta ARA Piedra Buena i ARA Bouchard (ambdós també exvaixells de la Marina dels Estats Units) desconeixien l'enfonsament fins algunes hores després. Un total de 323 mariners van ser morts.
A més de la confusió, la tripulació del  Bouchard  va sentir un impacte que possiblement va ser el tercer torpede que els va colpejar al final de la seva carrera (un examen del vaixell va mostrar després una marca d'impacte coherent amb un torpede). Els dos vaixells van continuar el seu recorregut cap a l'oest i van començar a llançar càrregues de profunditat. Quan els vaixells es van adonar que havia passat alguna cosa amb el "General Belgrano", ja era fosc i el temps havia empitjorat, escampant els bots salvavides.
El  Conqueror  no va tornar a disparar a cap objectiu durant tota la guerra, però va ajudar a la Força de Tasques mitjançant equips sofisticats de control per rastrejar avions argentins que sortien del continent.
Després de la guerra, el Conqueror va tornar a Faslane, fent volar un Jolly Roger adornat amb torpedes, un costum dels submarins de la Royal Navy després d'efectuar un atac. Després de preguntar-li sobre l'incident, el comandant Wreford-Brown va respondre: "La Royal Navy va passar tretze anys preparant-me per a una ocasió com aquesta. Hauria estat considerada com una cosa extremadament deshonrosa si hagués errat.

### Operació Barmaid
Més tard el 1982, el Conqueror va completar una incursió per adquirir un sònar soviètic remolcat per un vaixell de amb bandera polonesa. L'operació, una missió conjunta entre les forces britàniques i nord-americanes, es va dur a terme al límit de les aigües territorials soviètiques. El Conqueror utilitzava cisalles que es van enganxar a la seva proa per tallar el filferro de tres polzades de gruix abans de tornar en silenci a la seva base de Clyde.
El 2 de juliol de 1988, el Conqueror va estar involucrat en una col·lisió amb el iot de l'Associació de Formació de Vela de l'Exèrcit Dalriada al sud del Mull de Kintyre. El iot es va enfonsar i quatre membres de la tripulació van ser rescatats.

### Desallotjament

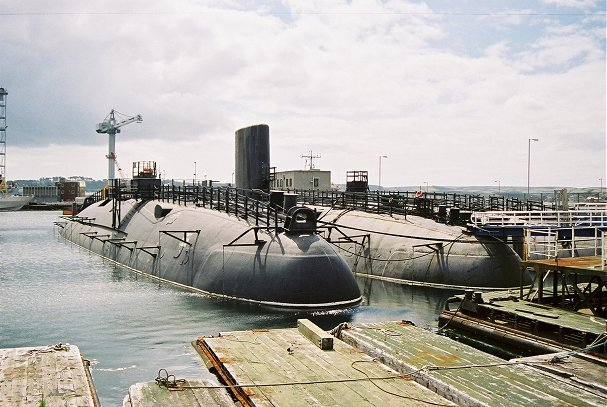
HMS Warspite (left) and HMS Conqueror (centre) with HMS Valiant (at rear) at HMNB Devonport Navy Days, 26 agost 2006.

El Conqueror no va participar en cap conflicte i va ser posat en servei el 1990. Els periscopis, la cabina del capità i el quadre de control principal de la sala de control del submarí es troben al Museu de Submarins de la Royal Navy de Gosport.
A l'abril de 2019, es va informar que el Conqueror era un dels 20 submarins nuclears que encara tenien emmagatzemats pel Ministeri de Defensa, a l'espera de l'eliminació definitiva.